# Kirche Kessin (Grapzow)

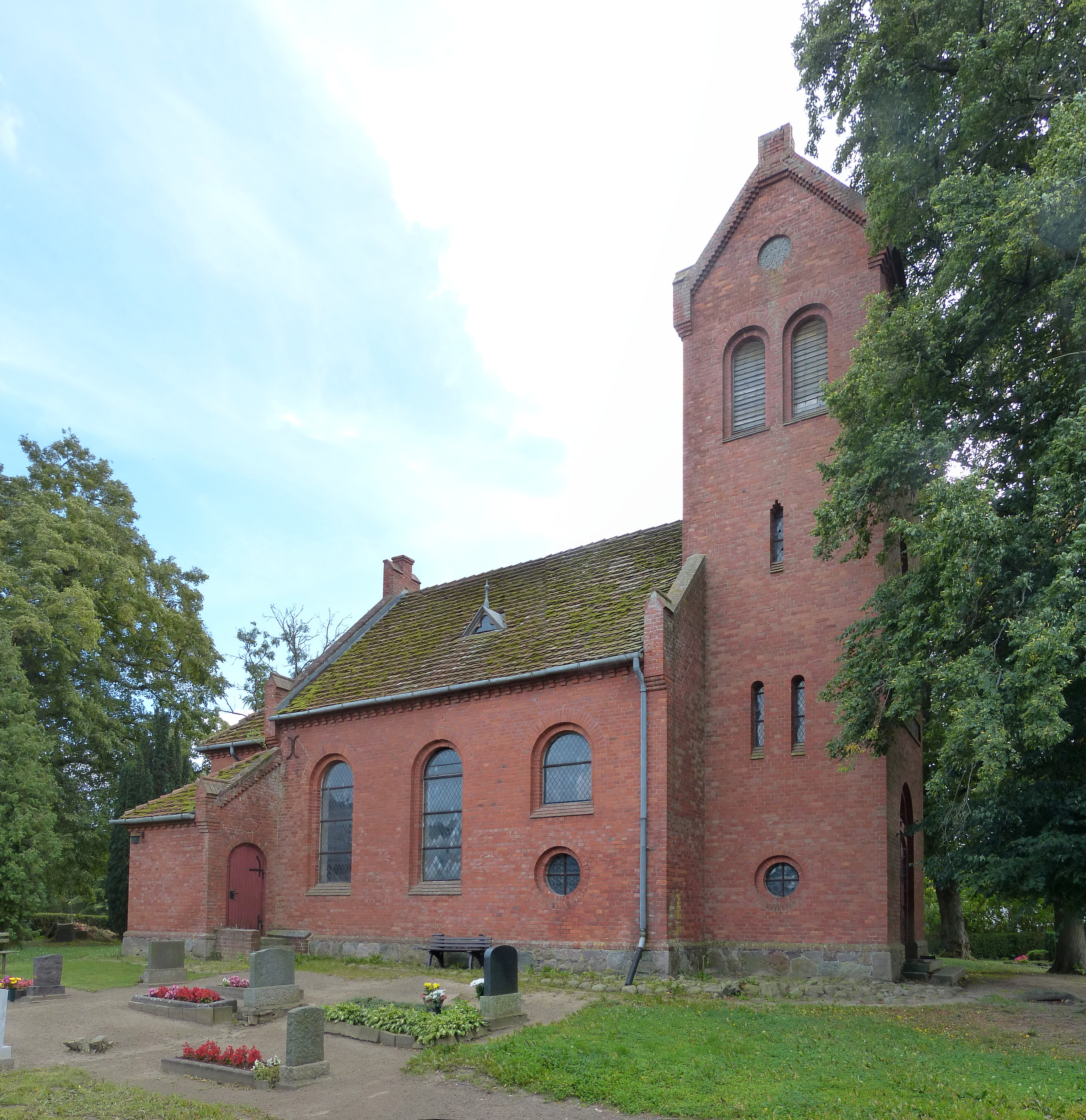
Kirche Kessin

Die Kirche Kessin ist ein Kirchengebäude im Ortsteil Kessin der Gemeinde Grapzow im Landkreis Mecklenburgische Seenplatte. Sie gehört zur Kirchengemeinde Siedenbollentin, Propstei Demmin, Pommerscher Evangelischer Kirchenkreis der Nordkirche.
Bereits 1308 war Kessin Pfarrdorf, als die Kirche dem Archidiakonat Stolpe unterstellt wurde. Mitte des 18. Jahrhunderts siedelte der Pfarrer auf Betreiben der Familie von Walsleben nach Grapzow um, wo für ihn ein neues Pfarrhaus errichtet worden war. Infolgedessen wurde die Kessiner Kirche zur Tochter der Kirche Grapzow.
1896 wurde der alte Kirchenbau durch einen neuromanischen Neubau aus Backstein mit einem Westturm ersetzt. 2004 musste das Gebäude wegen statischer Probleme im Baugrund vorläufig geschlossen werden. Eine Nutzung erfolgt nur in Ausnahmefällen.
Die Ausstattung stammt aus der Erbauungszeit. Das Geläut besteht aus zwei Glocken, von denen die ältere aus dem 15. Jahrhundert stammt. Die jüngere ist auf 1518 datiert.